# 凯迈奈什帕尔福
凯迈奈什帕尔福，是匈牙利沃什州所辖的一个村，总面积13.72平方公里，总人口443，人口密度32.3人/平方公里（2010年1月1日）。